# A romániai németek kivásárlása
A romániai németek kivásárlása az a titkos művelet volt 1967 és 1989 között, amelynek során a Német Szövetségi Köztársaság fizetett az akkor kommunista irányítás alatt álló Romániának, hogy engedélyezze a romániai németek kitelepülését. A művelet, amelynek fedőneve német oldalon Geheimsache Kanal [titkos Csatorna-ügy], román oldalon Acțiunea Recuperarea [Visszaszerzés művelet] volt, 226 654 romániai német áttelepülését eredményezte. A német fél által teljesített kifizetések összege becslések szerint meghaladta az egymilliárd német márkát.

### Elnevezései
Noha a sajtóban és visszaemlékezésekben a folyamatra gyakran az „emberkereskedelem” (németül Menschenhandel), „eladás” (románul vânzare), „vásárlás” (németül Kauf) „kiváltás / kivásárlás/ váltságdíj” (németül Freikauf, románul răscumpărare) szavakat használják, a tárgyalásokat német részről folytató Heinz Günther Hüsch visszautasította ezeket a kifejezéseket azzal, hogy a német állam részéről humanitárius akcióról volt szó. Vele ellentétben Klaus Kinkel, aki 1979 és 1982 között a Szövetségi Hírszerző Szolgálat elnöke volt, így nyilatkozott: „ez a szó legszorosabb értelmében méltatlan, megalázó emberkereskedelem volt.”
Ion Mihai Pacepa szerint Nicolae Ceaușescu állítólag gyakran mondta viccelődve, hogy „Románia legjövedelmezőbb exportcikkei a kőolaj, a zsidók és a németek”; Florian Banu, a CNAS kutatója ezt azonban megalapozatlannak tartja.

## Háttere
A második világháború után tartott első romániai népszámláláskor, 1948. január végén mintegy 345 000 németet jegyeztek fel. Hitler állítólagos kollaboránsaként a népcsoport több éven át kollektív jogfosztást élt át, és az állami önkénynek volt kitéve; ide tartozik a romániai németek kitelepítése a Szovjetunióba 1945. januárban és a bărăgani deportálások 1951. júniusban. Mindezen túl az 1945. márciusi földreform során a romániai németeket megfosztották földjeiktől, házuktól, állataiktól, mezőgazdasági gépeiktől és felszereléseiktől. A földeket és a házakat egy 1955. decemberi minisztertanácsi rendelet nyomán kapták vissza, amely a Bărăganra kitelepítettek szabadon bocsátását és hazatérését szabályozta. Ehhez jött hozzá 1950 körül az ország teljes lakosságára vonatkozó, mintegy 80 000 földművest érintő szövetkezetesítés, valamint az ipar, kereskedelem, bankok és közlekedés államosítása 1948. június 11-én. A sorkatonai szolgálatukat töltő német fiatalokat nem a fegyveres alakulatokhoz sorozták be, hanem munkaszolgálatra, megerősítve bennük azt az érzést, hogy másodosztályú állampolgároknak számítanak.
Noha az elnyomás enyhült az 1960-as és 1970-es években, a romániai németek túlnyomó többsége úgy érezte, hogy végleg el kell hagynia az országot, ami azonban csak kivételes esetekben sikerült. A kivándorlás okait elemezve, William Totok számos olyan intézkedést azonosított, amely az ország etnikai „egységesítését” célozta, és növelte az elégedetlenséget. Paul Philippi szerint a kivándorlás legfőbb oka a kilátástalanság volt, a legtöbben nem látták az értelmes élet lehetőségét a romániai német közösségek számára abban az országban, amely egyesítette a 19. század romantikus etno-nacionalizmusát a kommunisták által ellenőrzött központi egységesítéssel. Ezen két szerző megállapításait utólag több közvélemény-kutatás igazolta.
A német alkotmány 116. cikkelye szerint a német nép német állampolgársággal nem rendelkező tagjai nem kezelhetők külföldiként. A kitelepítettekre és menekültekre vonatkozó német törvény (Bundesvertriebenengesetz) 6. cikkelye szerint a német néphez tartozik az a személy, aki (nem német) hazájában a német néphez tartozónak vallja magát, amennyiben ezt az odatartozást bizonyos ismertetőjegyek, például származás, nyelv, neveltetés, kultúra megerősítik.
Már korábban is volt példa a kommunista Romániában arra, hogy egyes népcsoportoknak szervezett módon, pénzügyi vagy egyéb ellentételezés fejében engedélyezik a kivándorlást. Románia és a fiatal Izrael 1948 júliusában gazdasági megállapodást kötött, amely többek között havi ötezer zsidó kivándorlását irányozta elő, fejenként 8000 lej ellenében. Az amerikai Joint Distribution Committee vállalta a költségek viselését, így 1948. május és 1951 vége között összesen 118 000 zsidó települt át Romániából Izraelbe. További kompenzációként Izrael baromfitelepeket és más mezőgazdasági üzemeket szállított.

## Története

### Kapcsolatfelvétel
1954-ben egy Bécsben tartott német–román kereskedelmi tárgyaláson felmerült a családegyesítés kérdése. Ezt követően Stockholmban létrejött egy találkozó, ahol a román kormány képviselője egyértelműen kijelentette, hogy a romániai németeket csak akkor engedik ki az országból, ha fejenként ezer dollárt kapnak cserébe.
A német Központi Jogvédő Hivatal (Zentrale Rechtschutzstelle) 1949 és 1970 között állt fenn, 1953-ig az igazságügy-minisztériumhoz, utána a külügyminisztériumhoz tartozott. Ez felelt „a második világháború következtében vagy az egyes országokban fennálló különleges körülmények miatt nehéz helyzetbe került németek külföldi bíróságok vagy hatóságok előtti jogvédelem alapvető kérdéseiért.” A jogvédelemmel különböző ügyvédeket bíztak meg, így például az 1960-es évek elején Románia esetében a stuttgarti Ewald Garleppet.
Garlepp 1962. december 19-én arról számolt be, hogy jogvédő tevékenységével kapcsolatban rendszeres emberkereskedelemre vonatkozó ajánlatot kapott. Egy konkrét esetben, ahol 76 emberről volt szó, a román fél fejenként hétezer márkát kért. Egy nagyobb csoport esetében kereken 600 000 márkát kértek. Garlepp azt állította, hogy ilyen módon minden németet ki lehet hozni Romániából, függetlenül attól, hogy fogságban van vagy sem. 1963-ban azt is elmagyarázta, hogy amennyiben egyszer fizetnek a kitelepülés engedélyezése érdekében, utána többé nem engedik ki az embereket pénzügyi vagy gazdasági ellentételezés nélkül, kivéve a családegyesítést. Ekkoriban egyedi döntés alapján többek között két család összesen hét tagjáért 44 000 márkát fizettek ki.
1965. májusban egy német államtitkár tett látogatást Romániában, és arról tájékoztatta Ion Gheorghe Maurer miniszterelnököt és Corneliu Mănescu külügyminisztert, hogy a Német Szövetségi Köztársaság hajlandó pénzügyileg kompenzálni a kiutazási engedélyeket.
Gustav Heinemann államelnök 1967-ben Romániába utazott, hogy erősítse az ország Szovjetuniótól való függetlenségének irányzatát, ugyanakkor „a kommunista Romániában élő mintegy 350 000 német sorsa” is foglalkoztatta. 1967. január 31-én Románia (a keleti tömb országai közül elsőként) felvette a diplomáciai kapcsolatokat az NSZK-val. Az úgynevezett „második pillérrel” (pénzügyi juttatások cserébe egy bizonyos számú romániai német kiutazási engedélyéért) Németország könnyítéseket akart elérni azok számára, akik Romániában akarnak maradni.

### A tárgyaló személyek

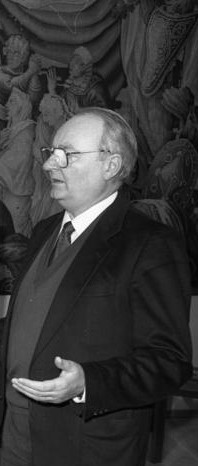
Heinz Günther Hüsch 1987-ben

1968-ban a Kurt Georg Kiesinger kancellár által vezetett kormány Heinz Günther Hüsch ügyvédet bízta meg a Német Szövetségi Köztársaság képviseletével a „titkos Csatorna-ügyben”. Hüsch ugyanezt a szerepet töltötte be a következő kormányok (Willy Brandt, Helmut Schmidt és Helmut Kohl) idején is. Megbízatása csak az 1989-es romániai forradalommal és a Ceaușescu-rendszer bukásával szűnt meg.
Hüsch a megbízatást 1968. januárban Gerd Ludwig Lemmer menekültügyi államtitkártól kapta, akitől szabad kezet kért módszereinek megválasztására. A megbízásról nem született írásbeli szerződés. Feladata az volt, hogy elérje a román hatóságoknál minél több romániai német kitelepülésének engedélyezését. Hüsch 313 hivatalos és mintegy ezer nem hivatalos tárgyalást folytatott a román kormány képviselőivel, akiktől az Eduard fedőnevet kapta.
Az évek során Hüschnek hat román tárgyalópartnere volt:
- Alexandru Martinescu, a tárgyalások vezetője 1962-től[30]
- Gheorghe Marcu, a Külgazdasági Intézet helyettes igazgatója, Ceaușescu bizalmasa, 1968 és 1979 között (korábban tárgyalópartner volt az Izraellel folytatott hasonló megbeszéléseken is)[31]
- Tudor Gudina, a Securitate ezredese, 1979–1980-ban[32]
- Stelian Octavian Andronic kereskedelmi tanácsos, korábban kereskedelmi attasé Hollandiában, a tárgyalások vezetője 1981 és 1986 között[6]
- Dragan, alias Niculescu tábornok, alias Doicaru tábornok, a Securitate vezetője[32]
- Aristotelo Ene, alias Aristotel Stamatoiu, a Securitate helyettes vezetője[32]
- Constantin Anghelache ezredes 1986-1989 között[32]

A tolmácsok Adalbert Bucur (alias Popescu), Mitofan Oprea (alias Oprescu), illetve Marisescu (keresztneve nem ismert) voltak. 1970-1971-től kezdve bizonyos volt, hogy a román tárgyalópartnerek a Securitate tagjai.

### Tárgyalások
A román fél kérésére a folyamatot, illetve annak eredményeit Németországban is titkosnak minősítették. A titoktartás megszegése esetére Románia kilátásba helyezte a tárgyalások megszakítását.
Hüsch első tárgyalásait a román féllel 1968. február 9–12-e között folytatta Bukarestben, az Ambasador Szállóban. A második tárgyalás helyszíne a Lido volt, a későbbi megbeszéléseké a külkereskedelmi minisztérium. A tárgyalások megkezdését kölcsönös bizalmatlanság jellemezte, a bizonytalanság azt illetően, hogy a másik fél képes-e a megállapodást betartani. A tárgyalások tartalma lényegében az volt, hogy a román fél kötelezi magát, hogy meghatározott időn belül engedélyezi adott számú német kiutazását az NSZK-ba, a német fél pedig kötelezi magát, hogy minden kiutazott német után bizonyos összeget fizet. A román fél igényei a következők voltak:
- 200 000 márka előleg készpénzben, nyugta nélkül (először 400 000-et kértek, de ezt sikerült lealkudni)
- minden engedélyezett kiutazásért egy életkortól, képesítéstől (munkás, szakmunkás, tudós) illetve nyugdíjas állapottól függő összeg.

Lényeges véleményeltérés mutatkozott a „szakemberek” besorolását illetően; ide tartoztak a szakmunkások és kézművesek, de ide kellett számítani a traktoristákat és az utolsó félévet töltő egyetemistákat is. A következő tárgyalásokon is különböztek a vélemények, mivel Hüsch azt javasolta, hogy térjenek át egy személyenkénti átalányösszegre.
A teljesítés ellenőrzésére a román fél átadott egy listát, amely tartalmazta a kitelepülők nevét, címét és útlevélszámát. Az ellenőrzés során kiderült, hogy a listán szereplő személyek megkapták ugyan a kiutazási engedélyt, de ara nem volt bizonyíték, hogy ténylegesen kiutaztak-e a Német Szövetségi Köztársaságba.
Az 1968. április 25-i tárgyalásokon Románia a következő fejenkénti összegekre tartott igényt:
- A kategória (közönséges ember): 1700 DM
- B kategória (szakmunkás): 5000 DM
- C kategória (tudósok): 10 000 DM

Az első írásos szerződést 1969. március 7-én kötötték Stockholmban, és 1970. március 15-ig szólt. A második szerződést 1970-ben kötötték Stockholmban, ami meghosszabbította az együttműködést 1970. március 16-ától kezdődően. Ebben Románia kötelezte magát, hogy legalább 20 000 német származású román állampolgár törvényes kitelepülését teszi lehetővé a Német Szövetségi Köztársaságba, az alábbi ütemezés szerint:
- 1970. március 16.–december 31.: 4000 fő
- 1971: 6000 fő
- 1972: 6000 fő
- 1973: 4000 fő

Összesen hét hasonló szerződés készült (1969, 1970, 1973, 1978, 1981, 1983, 1988. december).
Ugyan a romániai németek körében elterjedt az a vélemény, hogy a román fél könnyebben kiengedi a tanárokat és lelkészeket, gyengítve ezzel az országban maradó német közösséget, de Hüsch, a tárgyalások vezetője nem tapasztalt ilyen tendenciát.

### Tárgyalások Helmut Kohl hivatalos látogatásáról
Ceaușescu 1984-es bonni látogatása során meghívta Helmut Kohl kancellárt egy bukaresti látogatásra; erre Kohl visszafogottan reagált. Ceauşescu ki akart lépni külpolitikai elszigeteltségéből, ezért Hüsch tárgyalásait is felhasználták a nyomásgyakorlásra. A román tárgyalófelek ultimátumszerűen azt követelték, hogy Kohl 1986. augusztus 26-án, de legkésőbb szeptember 4-én tegye meg látogatását. Pár órával később azonban a tolmács kijelentette, hogy valószínűleg tévedett. Hüsch további tárgyalásain a román fél átmenetileg Kohl látogatásához kötötte a családegyesítések folytatását. 1988 elején a nyomás tovább fokozódott.
Helmut Kohl, aki a kiutazók számát évi 25 000 főre akarta növelni, attól tartott, hogy a német közvélemény nem sokáig lesz hajlandó pénzt költeni a családegyesítésre, ezért a probléma gyors megoldására törekedett. Elfogadta egy 1988. július vagy augusztusi látogatás tervét, amennyiben ezzel sikerül javulást elérni a kiutazók és a Romániában maradók számára. Ugyanakkor azt a feltételt szabta, hogy a látogatást megelőzően meg kell állapodni a kiutazások számának növeléséről, és hogy látogatása nem jelenti a román kül- és belpolitikával való egyetértést, különös tekintettel a falvak rendezésére.
1988-ban Kohl különmegbízottként elküldte Hüscht Ceaușescuhoz Bukarestbe, mivel a szokásos diplomáciai úton nem tudott eredményeket elérni. A megbeszélések során Hüsch kihangsúlyozta a családegyesítések fontosságát a kancellár látogatása szempontjából. Ceaușescu felháborodott, és elutasította az erről való tárgyalást; Kohl ezek után eltekintett a romániai látogatástól.

### A megállapodások felmondása
1989. december 4-én Románia váratlanul felmondta az összes megállapodást, azzal az indokkal, hogy az NSZK nem teljesítette gazdasági, politikai és kereskedelmi vállalásait. Feltételezések szerint egyrészt arról lehetett szó, hogy a német hatóságok nem léptek fel az illegális kivándorlást bonyolító személyekkel szemben, másrészt arról, hogy a német fél (belpolitikai okokból, a választási kampány érdekében) kiszivárogtatott egyes információkat. Románia vállalta, hogy teljesíti humanitárius kötelezettségeit, ugyanakkor közölte, hogy a jövőre nézve lemond a további kifizetésekről. Az elszámolást 1989. december 20-ára tűzték ki, a negyedéves kifizetés pedig 1989. december 31-én volt esedékes.
Helmut Kohl szövetségi kancellár december 20-án konzultált Hüschsel arról, hogy a Német Szövetségi Köztársaság a forradalmi események és kritikus romániai helyzet fényében teljesítse-e az elmaradt kifizetéseket, és úgy döntött, hogy a kockázat ellenére betartja a megállapodást. 1989. december 25-én Nicolae és Elena Ceaușescut kivégezték; 1989. december 29-én az ideiglenes kormány feloldotta az utazási korlátozásokat.

### 1989 után
Az 1989-es romániai forradalmat követő évben 111 150 német hagyta el Romániát.
Akik elhalasztották a távozást, azok sem bíztak a romániai jogi helyzetben, annak ellenére, hogy az ország 1991. november 21-én elfogadott új alkotmánya kinyilvánította minden polgár egyenlőségét, valamint a nemzeti kisebbségek jogát az etnikai, kulturális, nyelvi és vallási identitásuk megőrzésére, fejlesztésére és kinyilvánítására.
A német szövetségi kormány az 1990-es évek közepétől több jogszabályi intézkedés meghozatalára kényszerült, hogy korlátozza az országba betelepülők számát. Ennek a politikának az volt az elsődleges célja, hogy stabilizálja Romániában a német kisebbséget. Ehhez javítottak a kétoldalú kapcsolatok keretfeltételein, és szerteágazó anyagi segítségnyújtási hálózatot hoztak létre. Az 1992. április 21-én aláírt baráti együttműködési szerződés a Német Szövetségi Köztársaság és Románia között javította a romániai német kisebbség fennmaradásának jogi, politikai és gazdasági feltételeit. A fordulat utáni első öt évben a szövetségi kormány által a romániai német kisebbség számára nyújtott segítség értéke 122 millió márka volt.

## Kitelepültek száma

A német népcsoportok területi eloszlása Romániában, 1918

1950 és 2005 között 430 101 romániai német települt át a Német Szövetségi Köztársaságba, ebből 226 654 fő a „kivásárlás” időszakában, 1967 és 1989 között. Az 1930-ban még 745 421 fős romániai németség létszáma a 2021-es népszámláláskor már csak 22 907 volt. Az 1980-as évek elejére az áttelepült németek száma meghaladta a Romániában maradtakét.
Az áttelepülés értelemszerűen azokat a területeket érintette leginkább, ahol a romániai németek nagyobb tömegben éltek: Királyföld és Beszterce környéke (erdélyi szászok), Bánság (bánsági svábok), Szatmárnémeti környéke (szatmári svábok).
A Romániát elhagyó németek többsége a rendszerváltás után sem tért vissza; ennek oka jellemzően a román jogállamiság iránti bizalmatlanság volt. Igen rossz hatással volt a kitelepültekre az a Mihai Stan (a Securitate volt dezinformációs szakembere, utóbb a Román Hírszerző Szolgálat igazgató-helyettese) által koordinált propaganda-hadjárat, amelyet 1990–1992 között folytattak azok ellen, akik a kommunizmus idején külföldre mentek.
Klaus Johannis nagyszebeni polgármester (későbbi román államfő) szerint „A hazatelepülők számunkra hatalmas jelképes értéket képviselnek, számuk azonban elenyésző.”
| Romániából az NSZK-ba áttelepültek évenkénti száma a német hivatalos statisztika szerint |         |
| --- | ------- |
| \| Év \| Fő \| \| ------------------- \| ------- \| \| 1950 \| 13 \| \| 1951 \| 1 031 \| \| 1952 \| 26 \| \| 1953 \| 15 \| \| 1954 \| 8 \| \| 1955 \| 44 \| \| 1956 \| 176 \| \| 1957 \| 384 \| \| 1958 \| 1 383 \| \| 1959 \| 174 \| \| 1960 \| 2 124 \| \| 1961 \| 3 303 \| \| 1962 \| 1 675 \| \| 1963 \| 1 321 \| \| 1964 \| 818 \| \| 1965 \| 2 715 \| \| 1966 \| 609 \| \| 1967 \| 440 \| \| 1968 \| 614 \| \| 1969 \| 2 675 \| \| 1970 \| 6 519 \| \| 1971 \| 2 848 \| \| 1972 \| 4 374 \| \| 1973 \| 7 577 \| \| 1974 \| 8 484 \| \| 1975 \| 5 077 \| \| 1976 \| 3 764 \| \| 1977 \| 10 989 \| \| 1978 \| 12 120 \| \| 1979 \| 9 963 \| \| 1980 \| 15 767 \| \| 1981 \| 12 031 \| \| 1982 \| 12 972 \| \| 1983 \| 15 501 \| \| 1984 \| 16 554 \| \| 1985 \| 13 972 \| \| 1986 \| 13 130 \| \| 1987 \| 13 994 \| \| 1988 \| 12 902 \| \| 1989 \| 23 387 \| \| 1990 \| 111 150 \| \| 1991 \| 32 178 \| \| 1992 \| 16 146 \| \| 1993 \| 5 811 \| \| 1994 \| 6 615 \| \| 1995 \| 6 519 \| \| 1996 \| 1 777 \| \| 1997 \| 4 284 \| \| 1998 \| 1 005 \| \| 1999 \| 855 \| \| 1967–1989 összesen: \| 226 654 \| \| 1950–1999 összesen: \| 428 666 \| |         |
| Év | Fő      |
| 1950 | 13      |
| 1951 | 1 031   |
| 1952 | 26      |
| 1953 | 15      |
| 1954 | 8       |
| 1955 | 44      |
| 1956 | 176     |
| 1957 | 384     |
| 1958 | 1 383   |
| 1959 | 174     |
| 1960 | 2 124   |
| 1961 | 3 303   |
| 1962 | 1 675   |
| 1963 | 1 321   |
| 1964 | 818     |
| 1965 | 2 715   |
| 1966 | 609     |
| 1967 | 440     |
| 1968 | 614     |
| 1969 | 2 675   |
| 1970 | 6 519   |
| 1971 | 2 848   |
| 1972 | 4 374   |
| 1973 | 7 577   |
| 1974 | 8 484   |
| 1975 | 5 077   |
| 1976 | 3 764   |
| 1977 | 10 989  |
| 1978 | 12 120  |
| 1979 | 9 963   |
| 1980 | 15 767  |
| 1981 | 12 031  |
| 1982 | 12 972  |
| 1983 | 15 501  |
| 1984 | 16 554  |
| 1985 | 13 972  |
| 1986 | 13 130  |
| 1987 | 13 994  |
| 1988 | 12 902  |
| 1989 | 23 387  |
| 1990 | 111 150 |
| 1991 | 32 178  |
| 1992 | 16 146  |
| 1993 | 5 811   |
| 1994 | 6 615   |
| 1995 | 6 519   |
| 1996 | 1 777   |
| 1997 | 4 284   |
| 1998 | 1 005   |
| 1999 | 855     |
| 1967–1989 összesen: | 226 654 |
| 1950–1999 összesen: | 428 666 |

## Kifizetések

### Szerződéses összegek
Az 1970-es szerződés értelmében a román fél jogosult volt legfeljebb 40 000 fő törvényes kivándorlásának lebonyolítására; ennek ellentételezéseképpen Hüsch a következő kárpótlást fizette:
- A kategória (olyan személyek, akik nem tartoznak a további kategóriák egyikébe sem, valamint a Németországba beutazáskor 62. életévüket betöltött férfiak és 60. életévüket betöltött nők): 1800 DM
- B1 kategória (diákok, akik még nem fejezték be tanulmányaikat): 5500 DM
- B2 kategória (diákok a tanulmányaik utolsó két évében): 7000 DM
- C kategória (befejezett tanulmányokkal rendelkező személyek): 11 000 DM
- D kategória (befejezett szakképzéssel, de nem felsőfokú képzéssel rendelkező személyek, például szakmunkások, mesterek): 2900 DM

A kiutazók legfeljebb 20%-a tartozhatott a D kategóriába. Ha a szerződés ideje alatt több mint húszezer kitelepülő érkezett az NSZK-ba, Románia bónuszra volt jogosult. Harmincezer főig a bónusz hárommillió DM volt, negyvenezer főig négymillió DM, a kettő közötti létszám esetén arányosan számolva. A kifizetés év végén történt, 50%-ban elszámolási csekkel, 50%-ban készpénzzel, de nyugta nélkül. Erwin Wickert bukaresti német nagykövet 1971 és 1976 között megerősítette a fejpénzek kifizetésére vonatkozó adatokat.
A Der Spiegel 1985-ben a következő összegeket közölte:
- gyermek: 4000 DM
- nyugdíjas: 6000 DM
- felnőtt: 10 000 DM-ig

Michael Kroner erdélyi történész 1998-ban a következő adatokat adta meg:
- 1960-as évek: személyenként mintegy 1500 DM
- 1970-es évek: személyenként 5000–8000 DM
- 1980-as évek: személyenként 12 000 DM-ig

Az 1970-es megállapodásban kikötötték, hogy a román teljesítés igazolása a Német Szövetségi Köztársaságba való belépés és az ottani (általában nürnbergi) regisztráció. További feltétel volt, hogy a kitelepülőknek a német népcsoporthoz kellett tartozniuk.
Aki engedély nélkül érkezett a Szövetségi Köztársaságba, az román kifejezéssel élve „illegális menekültnek” számított. Hüsch azt javasolta, hogy az „illegális menekülteket” utólagosan legalizálják; az 1973-as szerződéstől kezdve Románia ezt elfogadta. Egyedül a házassági engedélyekért nem kellett fizetni. A kitelepülőknek a vonatjegyet a vasúttársaság árain felül megállapított áron kellett kifizetniük; a különbözetre a Securitate tartott igényt.

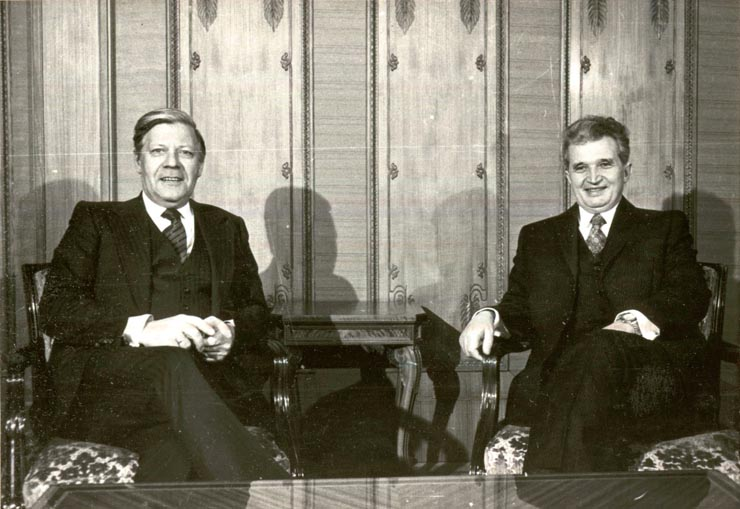
Helmut Schmidt és Nicolae Ceaușescu 1978. január 6–7-i találkozója

1978 januárjában Helmut Schmidt kancellár és Nicolae Ceaușescu között létrejött az úgynevezett „kézfogásos megállapodás”. Megállapodtak abban, hogy évente 11 000 ember hagyja el Romániát, cserébe 800 millió DM összegű Hermes-hitelt és 4000 DM fejpénzt kap. Éves szinten 13 500 kiutazó felett a fejpénz személyenként 5000 DM-re emelkedett volna. Mindenesetre a megállapodást írásba foglalták, amelyet Vasile Pungan, Ceaușescu külpolitikai tanácsadója és Günther van Well, a Külügyminisztérium miniszteri igazgatója írt alá.
Az évek során a fejpénz folyamatosan emelkedett. A kategóriák megszüntetése után 1983-ban egységesen 7800 márkát kellett fizetni minden kitelepülő után. Az 1989. augusztusi, utolsó elszámolás során az összeg személyenként 8950 márka volt.
A szerződések, amelyeket Hüsch a román féllel kötött, nem tartalmaztak semmilyen információt a német és a román állam közötti megállapodásokról, hanem a tárgyalók közötti magánjogi szerződések voltak. A román fél a kiutazásokkal, Hüsch pedig a kifizetésekkel teljesített. A nemzetközi jog alapján a szerződések nem lettek volna végrehajthatóak.

### Pénzügyi tranzakciók
A kifizetéshez szükséges összegek eredetileg a szövetségi menekültügyi minisztérium költségvetéséből származtak. Willy Brandt kancellársága idején 1969-ben felszámolták a menekültügyi minisztériumot, és a témakör kezelésére egy önálló osztályt szerveztek a belügyminisztériumban. 
Kezdetben Románia kizárólag készpénzt fogadott el, amelyről nem születtek bizonylatok. A készpénzfizetéseket Ewald Garlepp rögzítette és dokumentálta, és ő mutatta be Hüscht a román tárgyalópartnereknek. Később a kifizetések csekken, majd még később banki átutalással történtek.
A készpénz kifizetése soha nem Romániában történt, hanem különböző európai városokban (Bécs, Párizs, Róma, Stockholm, Koppenhága). A kifizetéshez 1000 márkás bankjegyeket használtak fel, amelyeket a Hüsch ügyvédi irodával szemben lévő Commerzbankban közösen számoltak meg, kötegelték és a bank és Hüsch bélyegzőjével pecsételték le, majd később borítékban adták át a címzetteknek. A szövetségi kormányt a bankjegyek sorszámait tartalmazó listával értesítették. Egy alkalommal, amikor Hüschnek 24 millió DM-t kellett készpénzben kifizetnie, rendőri kísérettel jelent meg, de egyébként is mindig fegyvert viselt magánál. Később a kifizetések csekkel történtek, néha Bukarestben. A Securitate iránti bizalmatlanságból Hüsch megegyezett a Commerzbankkal, hogy a csekkeket csak akkor váltják be, ha a kifizetést személyesen megjelenve engedélyezi. Később a pénzügyi tranzakciók banki átutalással történtek. A pénzt mindig a következő tárgyalási fordulóban, azaz körülbelül háromhavonta fizették ki.
Az átutalások a Román Nemzeti Banknál vagy a frankfurti székhelyű Román Külkereskedelmi Banknál vagy a Nemzetközi Fizetések Bankjánál vezetett számlákra történtek. A kifizetés címzettjeként azonos számlaszám mellett a következőket tüntették fel: „Román Külkereskedelmi Bank, Andronic részére” vagy „Román Külkereskedelmi Bank, megbeszélés Hüschsel ...-án.”
Az 1968 és 1969 között teljesített kifizetések teljes összege nem ismert. A számos dokumentum, amely az egyes, időszakos kifizetésekről vagy az egy adott időszakban kapott összegek áttekintéséről ad tájékoztatást, csak hozzávetőleges képet ad, de válogatásjellegük miatt nem lehet meghatározni a kivásárlásra fordított teljes összeget. A fejpénzeken kívül Románia egyéb pénzügyi juttatásokat is kapott, például bónuszokat a megállapodottnál nagyobb számú kilépési engedély esetén, különleges kifizetéseket a problémás esetek megoldására, vagy a kedvezményes hitelekhez nyújtott kamattámogatást. Ernst Meinhardt kutató, miután 2007-ben tanulmányozta a koblenzi Szövetségi Levéltár és a Szövetségi Külügyminisztérium berlini levéltárának iratait, az összes kifizetést több mint egymilliárd márkára becsülte. Florian Banu, miután 468 dokumentumot tanulmányozott a Securitate állományából, csatlakozott ehhez a véleményhez. A szerződések alapján kifizetett teljes összeg Paul Cristian Bagiu szerint 1,5–2 milliárd DM, Heinz Günther Hüsch szerint a teljes összeg ennél több, két- és hárommilliárd márka között lehetett.

### Egyéb ellentételezés
Ernst Meinhardt szerint „a román fél a pénzbeli kártérítésen kívül többször nem pénzbeli követeléseket is támasztott […] a romániai németek távozásáért. A német fél ezeket általában teljesítette. Akkor utasították el, ha túlzóak voltak, vagy megsértették az embargószabályokat.”
Florian Banu szerint a szállítmányok listáján jelentős számú Mercedes-Benz, BMW, Ford, Opel és Audi személygépkocsi, egy filmfelszereléssel és hangszórókkal felszerelt Mercedes-Benz kisteherautó szerepelt, egy Magirus-Deutz tűzoltóautó, egy automata vérképelemző készülék és egy fogorvosi rendelő teljes műszaki felszerelése. Három vadászfegyvert is szállítottak, hozzá kétezer lőszert. Ehhez járult még nagy mennyiségű „operatív felszerelés” térítésmentes átadása, elsősorban hang- és képrögzítő készülékek. Banu szerint a nyilvánosságra hozott dokumentumok alapján ilyen fajta szállításokra főleg az 1970-es évek első felében került sor. Hüsch ezzel szemben azt állította, hogy soha nem került sor titkosszolgálati technikai eszközök, illetve embargó alá eső eszközök szállítására.
A román fél külön kifizetéseket követelt a bizalmas szerződés rendelkezéseinek teljesítése érdekében tett erőfeszítéseiért. Heinz Günther Hüsch beleegyezett ügyfele nevében, és három részletben összesen 4,6 millió DM-t utalt át egy külön számlára. A pénzt a Securitate egységeinek felszereléséhez szükséges operatív technológia és egyéb anyagok beszerzésére fordították. A román fél többször is segítséget kért Hüschtől vállalati kapcsolatok kialakításához, bizonyos termékek beszerzéséhez és exportengedélyek kiadásához.

### A pénz felhasználása Romániában
Theodor Stolojan, a román pénzügyminisztérium devizagazdálkodási osztályának vezetője 1978 és 1982 között, megerősítette, hogy volt ugyan két devizaszámla a Román Külkereskedelmi Banknál, de ezek nem Nicolae Ceaușescu magánszámlái voltak, hanem olyan számlák, „amelyek felett Ceaușescu rendelkezett." Ceaușescu az 1980-as években az ezeken a számlákon lévő pénz nagy részét Románia külföldi adósságainak törlesztésére használta fel. A maradékot Ion Iliescu kormánya az 1989-es forradalom után a lakosság számára sürgősen szükséges fogyasztási cikkek behozatalára költötte.
Florian Banu szerint a kifizetéseket Romániában „operatív akciókból származó devizaként” számolták el, amely 1966-tól az állami költségvetésbe folyt be, és kezdetben a román gazdaság importszükségletének fedezésére, később pedig külföldi adósságok törlesztésére használták fel. A Securitate a törvényileg előírt 20 százalékos részt elsősorban operatív technológia beszerzésére fordította.

### A kitelepülők által fizetett tételek
Gyakori volt, hogy a kivándorolni szándékozó családoknak valutában kellett kenőpénzt fizetniük a helyi hatóságoknak, hogy megkapják a kilépési okmányokat. Romániában azonban tilos volt a külföldi valuta birtoklása, így a kivándorolni vágyók dilemmába kerültek. Akik nem akartak vagy nem tudtak fizetni, sokszor éveket kellett várniuk arra, hogy az ország elhagyására vonatkozó kérelmüket elbírálják, azonban még a fizetés sem mindig jelentett garanciát a sikerre. A távozni szándékozókat gyakran arra kényszerítették, hogy földjeiket és házaikat meghatározott áron eladják; ez az ár általában csak töredéke volt az ingatlan tényleges értékének. 
1970. júniusban a Securitate elindította a Peregrinii [A zarándokok] fedőnevű műveletet, amelynek célja az volt, hogy valutát és ingó vagyontárgyakat (elsősorban gépkocsikat) szerezzenek az országnak a kivándorolni óhajtók külföldi rokonaitól. A művelet 1973. decemberig tartott, és becslések szerint hatmillió dollárt hozott a román költségvetésnek.
Főleg az 1980-as években történt meg, hogy a kenőpénzt közvetítőknek fizették ki. A kenőpénzt szedők temesvári hálózata élén Viorel „Bebe” Bucur, a gazdasági rendőrség kapitánya állt. Hasonló hálózatok működtek Brassóban, Aradon vagy Bukarestben. Bucurt az 1990-es években bíróság elé állították, de felmentették a jogtalan előnyszerzés vádja alól, mivel az összegeket szabályosan átutalta a Külkereskedelmi Banknak.
Már az 1960-as években is megtörtént egyes esetekben, hogy a kitelepülni szándékozókkal visszafizettették a Romániában kapott oktatás költségeit. Egy 1982-es államtanácsi rendelet viszont kötelezővé tette a kitelepülők számára a közép- és felsőfokú oktatás költségeinek megtérítését (azzal a térítési díjjal számolva, amelyet a Romániában tanuló külföldi diákok fizettek), ezen felül az ingatlanok térítésmentes és a műkincsek szabott áron történő átruházását a román államra. A díjakat valutában kellett kifizetni. A német külügyminisztérium 1982. november 9-én kiadott ezzel a rendelettel kapcsolatban egy sajtóközleményt, amelyben hivatkozott Schmidt kancellár 1978-ban Romániában folytatott megbeszéléseire, és rámutatott arra, hogy a rendelet ellentétben áll a helsinki záróokmánnyal valamint a Nemzetközi Vöröskereszt egyezményeivel. 1983 februárjától kezdve a hatóságok szigorúan alkalmazták a rendeletet, de az amerikai gazdasági intézkedésekkel való fenyegetésre, illetve nemzetközi jogi vizsgálat kilátásba helyezésére idegesen reagáltak. 1983. június 1-jén Hans-Dietrich Genscher külügyminiszter bukaresti látogatása nyomán a román kormány kijelentette, hogy a továbbiakban nem alkalmazza a rendeletet a német kisebbség tagjaira.

## Tudományos feldolgozása
A téma feldolgozottsága elég sekély, az adatközlés elsősorban a sajtó vagy a kitelepültek egyesületei (Landmannschaften) részévén történt. Ezek az adatok legnagyobb részben Heinz Günther Hüsch visszaemlékezésein alapulnak, aki miután több mind húsz évig tárgyalt a romániai németek kitelepülésének ügyében, tapasztalatait egy 1991–1992-ben a német kormány számára készített jelentésben foglalta össze. Miután 2008-ban engedélyt kapott rá a kormánytól, interjúk, előadások és két, 2013-ban illetve 2016-ban megjelent interjúkötet által a szélesebb közvéleményt is tájékoztatta. További német nyelvű forrás az 1971–1976 között bukaresti német nagykövetként tevékenykedő Erwin Wickert emlékirata.
A német menekültügyi minisztérium, illetve belügyminisztérium dokumentumai 2019-ben még nem vagy csak részben voltak hozzáférhetőek a kutatók számára; a külügyminisztérium adatai az 1968 előtti időszakra vonatkoznak.
Fontos hozzájárulást jelentett a téma kutatásához az a dokumentumválogatás, amelyet a Consiliul National pentru Studierea Arhivelor Securitatii (CNSAS, a Securitate levéltárát vizsgáló országos tanács) kutatói állítottak össze 2015-ben. Ez ugyan tartalmaz egy előszót, mégsem tekinthető a vizsgált terület feldolgozásának. Érdeme, hogy példákkal világítja meg a folyamatot, és azt a szerepet, amelyet a Securitate játszott benne. 2019-es állapot szerint a téma tudományos feldolgozása, illetve egy átfogó monográfia megírása még várat magára.

## Értékelése és hatása
A román hatóságok elsődleges célja a zsidók és a németek kitelepülésének engedélyezésével a devizabevételek megszerzése volt; erre az iparosítás finanszírozása, illetve később a külföldi államadósság törlesztése miatt volt szükség. Ugyanakkor a romániai németek kivándorlásával Románia jól képzett munkaerőt vesztett el; a munkaerőpiaci helyzetet tovább súlyosbította a románok 1990 utáni tömeges külföldi munkavállalása, különösen az ország 2007-es EU-csatlakozása után. Alapjaiban megváltozott a korábban jellemzően németek által lakott települések népességszerkezete; az emigráció miatti lakosságcsökkenést ritkán egyenlítette ki az új lakosok beköltözése. A Romániai Ágostai Hitvallású Evangélikus Egyház és a romániai katolikus egyház számos esetben azzal szembesült, hogy a hívek tömeges távozásával a templomok funkciójukat vesztették.
A Német Szövetségi Köztársaság nyert a romániai németek áttelepülésével. Mivel jellemzően jól képzettek voltak és németül beszéltek, sokkal jobb esélyük volt az integrációra, mint más nemzetiségű bevándorlóknak; a kezdeti nehézségek leküzdésében pedig számos egyházi és civil szervezet volt segítségükre.
1997. május 1-jén Adrian Severin román külügyminiszter bocsánatot kért Klaus Kinkel német külügyminisztertől azokért az igazságtalanságokért, amelyek a romániai német lakosságot érték a kommunista rendszer idején. Nyilatkozatában (többek között) elítélte azt a megalázó cserekereskedelmet, amelyet az 1970-es és 1980-as években folytattak, amikor Románia pénzt kért a családegyesítésekért.
Lucian Boia történész 2012-ben megjelent De ce e România altfel? [Miért más Románia?] című könyvében így fogalmaz: „a románok […] egy ideje arra is rádöbbentek, hogy németből, és lehet, hogy zsidóból is, túl kevés maradt. […] e két kisebbség igencsak hiányzik Romániának, mert mindazon túl, amihez nagyon jól értettek, most kiváló hidat képeznének az ország és a nyugati világ között.”

## Fordítás
- Ez a szócikk részben vagy egészben  a   Freikauf von Rumäniendeutschen című német Wikipédia-szócikk ezen változatának fordításán alapul.  Az eredeti cikk szerkesztőit annak laptörténete sorolja fel. Ez a jelzés csupán a megfogalmazás eredetét és a szerzői jogokat jelzi, nem szolgál a cikkben szereplő információk forrásmegjelöléseként.